# Cerzeda

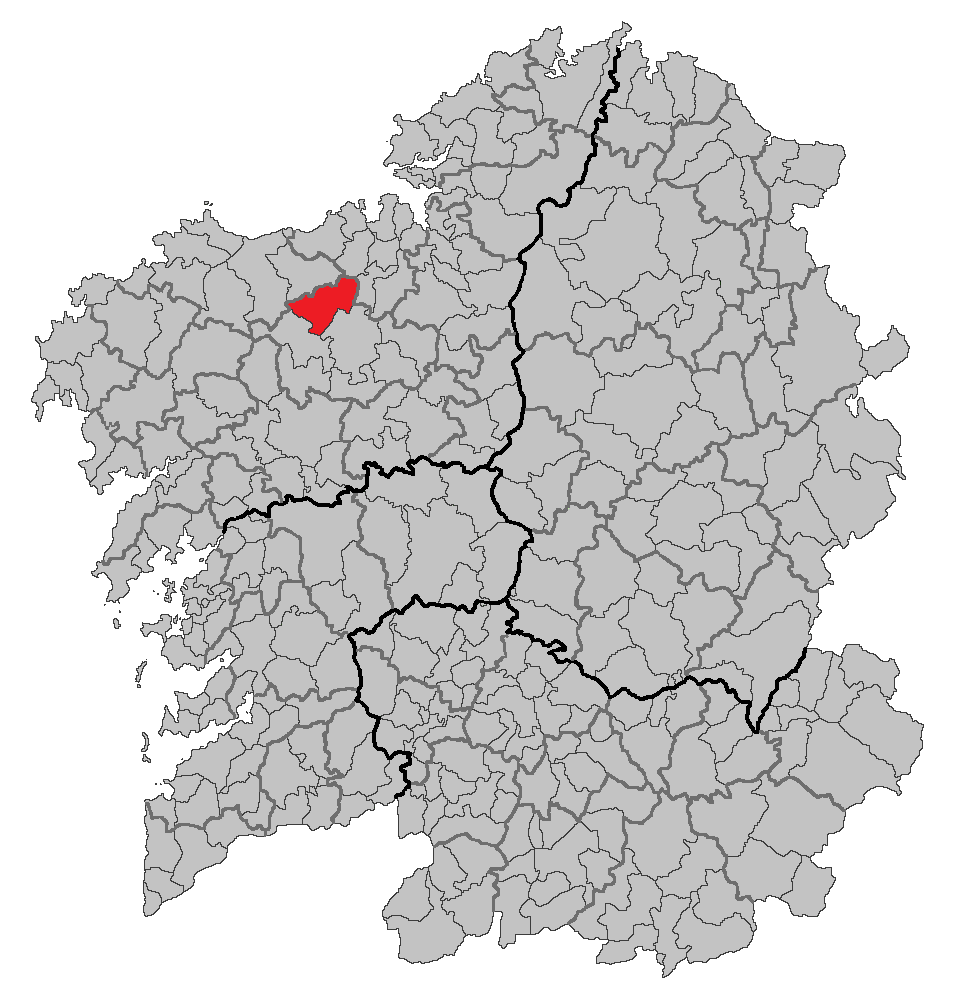
Localização de Cerzeda

Cerzeda (Cerceda) é um município da Espanha na província 
da Corunha, 
comunidade autónoma da Galiza, de área 110,8 km² com 
população de 5587 habitantes (2007) e densidade populacional de 49,19 hab/km².

## Demografia
| Variação demográfica do município entre 1991 e 2004 | Variação demográfica do município entre 1991 e 2004 | Variação demográfica do município entre 1991 e 2004 | Variação demográfica do município entre 1991 e 2004 |
| --------------------------------------------------- | --------------------------------------------------- | --------------------------------------------------- | --------------------------------------------------- |
| 1991                                                | 1996                                                | 2001                                                | 2004                                                |
| 7015                                                | 5654                                                | 5390                                                | 5499                                                |